# Javier Vargas (piłkarz)
Javier Vargas Rueda (ur. 22 listopada 1941 w Guadalajarze) – meksykański piłkarz występujący podczas swojej kariery na pozycji bramkarza.

## Kariera klubowa
W swojej karierze Vargas reprezentował barwy zespołów Atlas, San Luis oraz Jalisco. Wraz z Atlasem w sezonach 1965/1966 oraz 1972/1973 wywalczył wicemistrzostwo Meksyku, a w sezonie 1967/1968 zdobył Puchar Meksyku.

## Kariera reprezentacyjna
W reprezentacji Meksyku Vargas grał w latach 1966-1968. W 1966 roku został powołany do kadry na Mistrzostwa Świata. Nie zagrał jednak na nich ani razu, a Meksyk odpadł z turnieju po fazie grupowej. W 1967 roku zdobył złoty medal Igrzysk Panamerykańskich. W 1968 roku wziął zaś udział w Letnich Igrzyskach Olimpijskich, zakończonych przez Meksyk na 4. miejscu.